# Великий Оток (Хорватія)
Великий Оток (хорв. Veliki Otok) — населений пункт у Хорватії, у Копривницько-Крижевецькій жупанії у складі громади Леград.

## Населення
Населення за даними перепису 2011 року становило 254 осіб.
Динаміка чисельності населення поселення: